# The Daily News (Inglaterra)

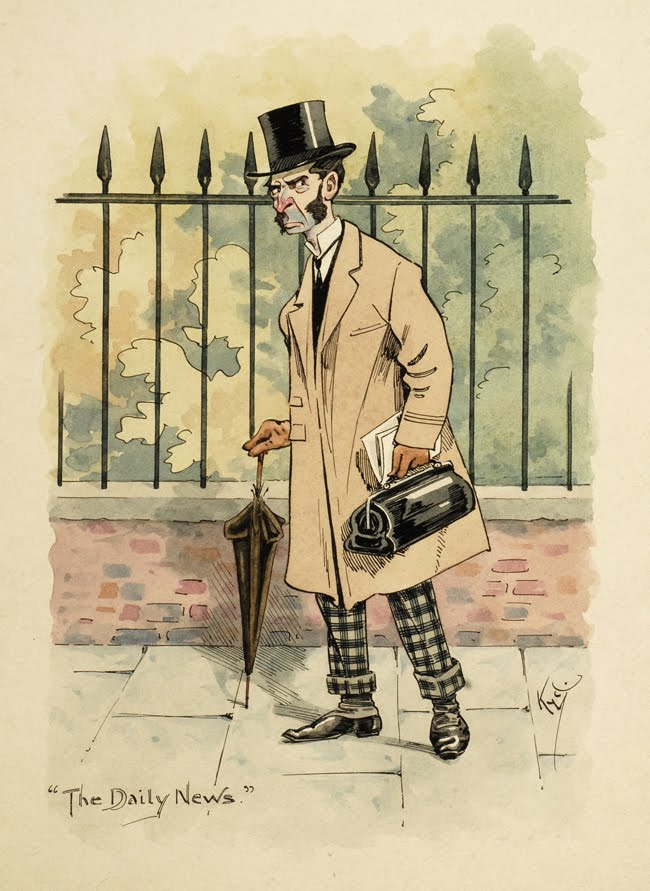
Un lector de The Daily News por Joseph Clayton Clark, c. 1900

The Daily News fue un diario de ámbito nacional del Reino Unido publicado desde 1846 hasta 1930.
The News fue fundado en 1846 por Charles Dickens, que también fue su primer editor. Concebido como un rival radical del derechista Morning Chronicle, al principio, el periódico no tuvo éxito comercial. Dickens editó 17 números antes de ceder la dirección a su amigo John Forster, que tenía más experiencia en periodismo. Forster fue editor del periódico hasta 1870.
Charles Mackay, Harriet Martineau, George Bernard Shaw, HG Wells, GK Chesterton y Ferdinando Petruccelli della Gattina estuvieron entre los principales escritores reformistas que escribieron para el periódico durante su apogeo. En 1870, el News absorbió el Morning Star. En 1876, The Daily News y sus corresponsales Edwin Pears y (después) Januarius MacGahan hicieron sonar la primera alarma respecto a las atrocidades turcas en Bulgaria.
En 1901, el fabricante de chocolate cuáquero George Cadbury compró The Daily News y lo utilizó para hacer campaña a favor de las pensiones de vejez y contra la explotación laboral. Como pacifista, Cadbury se opuso a la segunda guerra bóer y el Daily News mantuvo esta línea.
En 1906, el News patrocinó una exposición sobre la explotación laboral en el Queen's Hall. A esta exposición se le atribuyó el fortalecimiento del movimiento por el sufragio femenino. En 1909, HN Brailsford y HW Nevinson dimitieron del periódico cuando éste rechazó condenar la alimentación forzada de las sufragistas.
En 1912, News se fusionó con Morning Leader y durante un tiempo fue conocido como Daily News and Leader. En 1928, se fusionó con The Westminster Gazette y, en 1930, con el Daily Chronicle para formar el News Chronicle de centro izquierda.
El presidente de 1911 a 1930 fue Edward Cadbury, hijo mayor de George Cadbury.

## Editores
Fuente: 
1846: Charles Dickens
1846: John Forster
1847: Eyre Evans Crowe
1851: Frederick Knight Hunt
1854: William Weir
1858: Thomas Walker
1869: Edward Dicey
1869: Frank Harrison Hill
1886: John Robinson
1896: Edward Tyas Cook
1901: Rudolph Chambers Lehmann
1902: Alfred George Gardiner
1921: Stuart Hodgson
1926: Tom Clarke